# Tamarisken
Die Tamarisken (Tamarix) sind eine Pflanzengattung aus der Familie der Tamariskengewächse (Tamaricaceae). Sie umfasst etwa 55 bis 90 Arten.

## Beschreibung

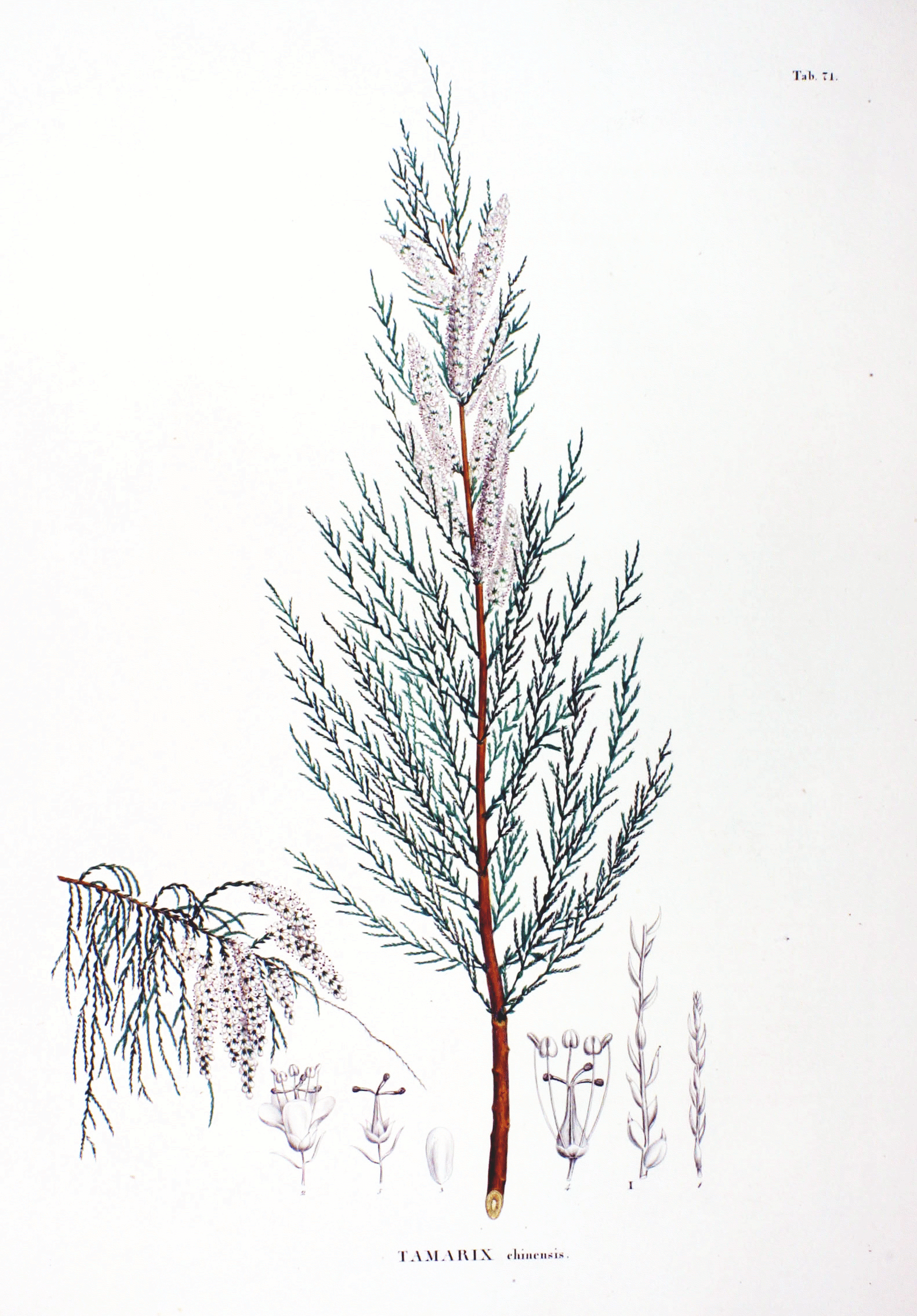
Illustration von Tamarix chinensis.

### Erscheinungsbild und Blätter
Tamarix-Arten wachsen als kleine, gut verzweigte, xeromorphe, häufig laubabwerfende Bäume und Sträucher, die Wuchshöhen von meist 1 bis 10, selten bis 18 Meter erreichen. Es sind tief wurzelnde Pflanzen. Die schmalen Zweige besitzen, so lang sie jung sind, eine glatte und je nach Art unterschiedlich gefärbte, oft rötlich-braune bis schwärzlich-braune Rinde. Wenn sie altern, wird die Rinde bräunlich-purpurn und furchig-rau.
Die wechselständig die Zweige dicht bedeckenden, ungestielten Blätter sind klein, schuppenförmig, unbehaart bis filzig behaart, oft grau-grün und 0,5 bis 7 Millimeter lang. Die Blätter sind in der Lage, mit punktförmigen Drüsen Salz auszuscheiden.

### Blütenstände und Blüten
Die Blütezeit reicht meist von März bis September. Endständig an jungen oder älteren Zweigen sitzen einfache oder verzweigte, traubige oder rispige Blütenstände, die je nach Art 1 bis 15 Zentimeter lang sind. Die vier- oder fünfzähligen Blüten sind meist zwittrig; wenn sie eingeschlechtig sind, dann sind es zweihäusig getrenntgeschlechtige Pflanzen (diözisch). Meist steht jede Blüte über einem Hochblatt, selten über zwei oder mehreren Hochblättern, die je nach Art sehr unterschiedlich in Form und Blattrand sein können. Die mehr oder weniger gleichen vier oder fünf Kelchblätter sind nur an ihrer Basis verwachsen und sind je nach Art sehr unterschiedlich in Form und Blattrand. Die vier oder fünf freien Kronblätter sind weiß über rosa- bis purpurfarben. Es sind meist vier bis zehn, selten bis zu zwölf Staubblätter vorhanden. Die meist drei bis vier, selten fünf oder zwei freien Stempel enden in kopfigen Narben, die zwei- bis dreimal kürzer sind als der Fruchtknoten. Es ist ein Diskus vorhanden.

### Früchte und Samen
Die kleinen Kapselfrüchte öffnen sich mit drei Fächern von oben in Richtung Basis und enthalten viele Samen. Die kleinen, etwa 1 Millimeter großen Samen besitzen kleine Haarbüschel, durch die sie vom Wind verbreitet werden.

## Ökologie
Wenige Tamarisken-Arten werden zum Teil als Windschutz an Küsten, aber auch als Zierpflanze angepflanzt. Sie sind widerstandsfähig gegenüber salzigen Böden und vertragen auch alkalische Bodenverhältnisse. Die Keimfähigkeit ist noch bei einer Salinität von 30 bis 40 mS/cm, entspricht in etwa einem osmotischen Potential von 1 bis 2 MPa, gegeben. Die Gallen sind reich an Gerbsäuren. Wenn eine Schildlausart die Rinde verletzt, produziert die Manna-Tamariske (Tamarix nilotica) eine Substanz, welche Manna genannt wird.
Die Ausbreitung erfolgt sowohl über vegetative Vermehrung mit Ablegern wie über geschlechtliche Vermehrung über Samen, die durch den Wind verbreitet werden.
Tamarisken wurden Anfang des 18. Jahrhunderts auch in die USA eingeführt und dort in den 1930er Jahren großflächig durch das Civilian Conservation Corps als Windschutzstreifen in trockenen Gebieten angepflanzt. Dadurch haben sich Tamarisken im ganzen Südwesten der Vereinigten Staaten ausgebreitet und werden als invasive Art seit der Jahrtausendwende intensiv bekämpft. Als Referenzfläche für den Erfolg der Bekämpfung dient z. B. das Gebiet am San Miguel River in Colorado. Dort konnten die entsprechenden Arbeiten im Dezember 2008 abgeschlossen werden.

## Vorkommen
Das Verbreitungsgebiet der Gattung Tamarix umfasst den Mittelmeerraum, Asien bis ins nördliche China sowie die Trockengebiete im nördlichen Afrika. Die Hauptvorkommen liegen in salzhaltigen Gebieten von Wüsten und Halbwüsten, außerdem gibt es Vorkommen in Steppen oder im Gebirge entlang von Flüssen oder an Quellen. In Pakistan gibt es 26 Arten und in China 18 Arten, von denen sieben nur dort vorkommen.

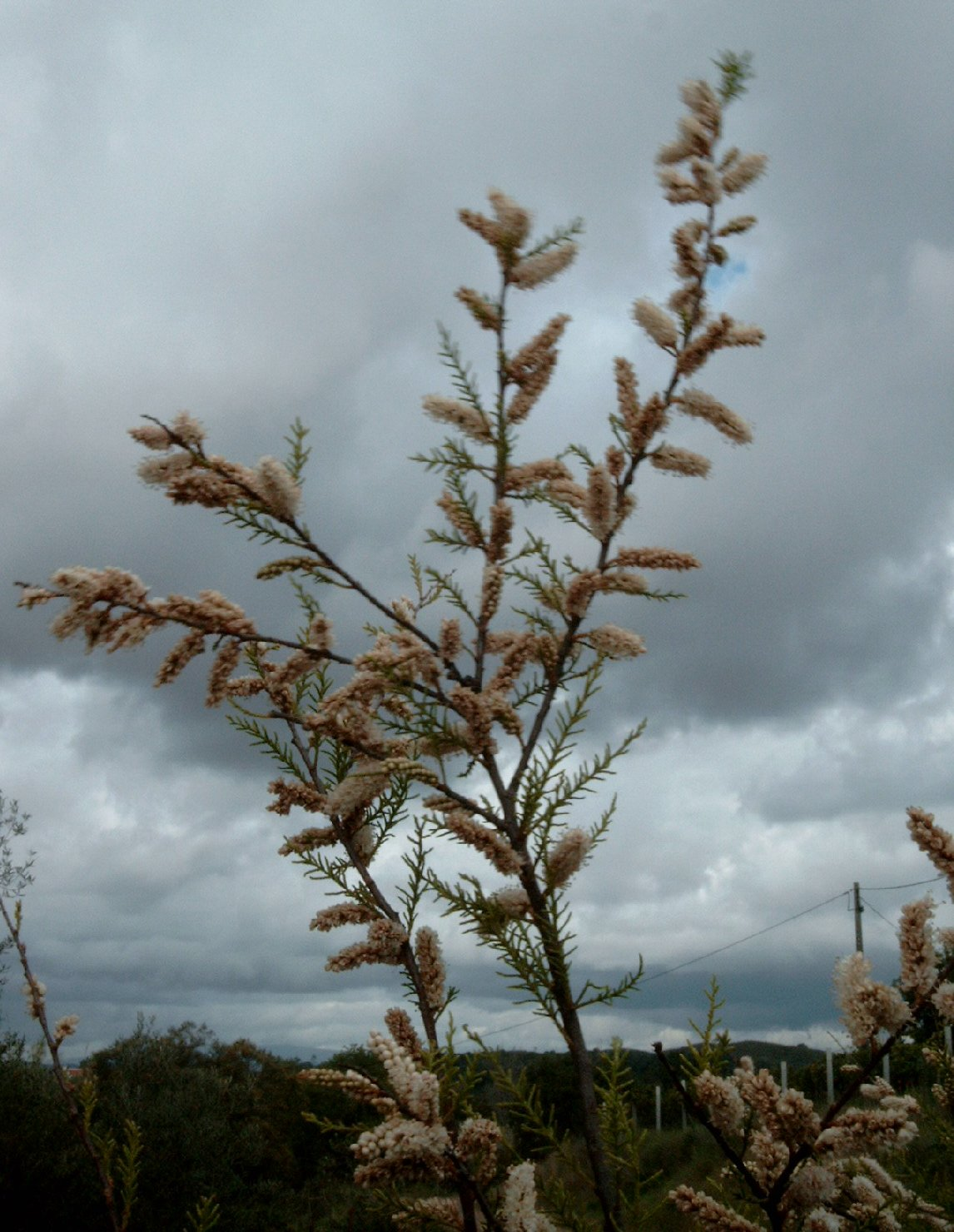
Sommer-Tamariske (Tamarix africana)

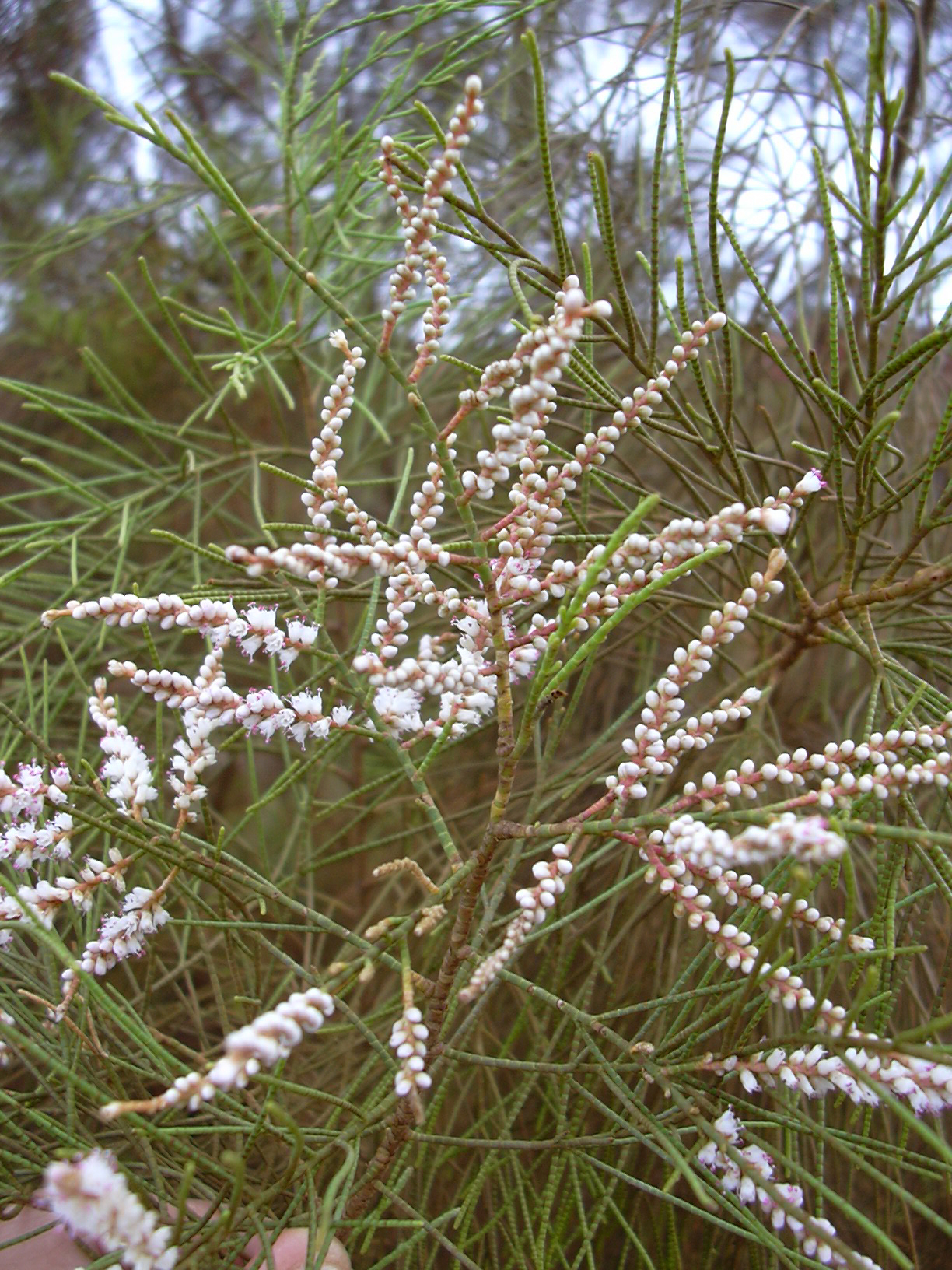
Blattlose Tamariske (Tamarix aphylla)

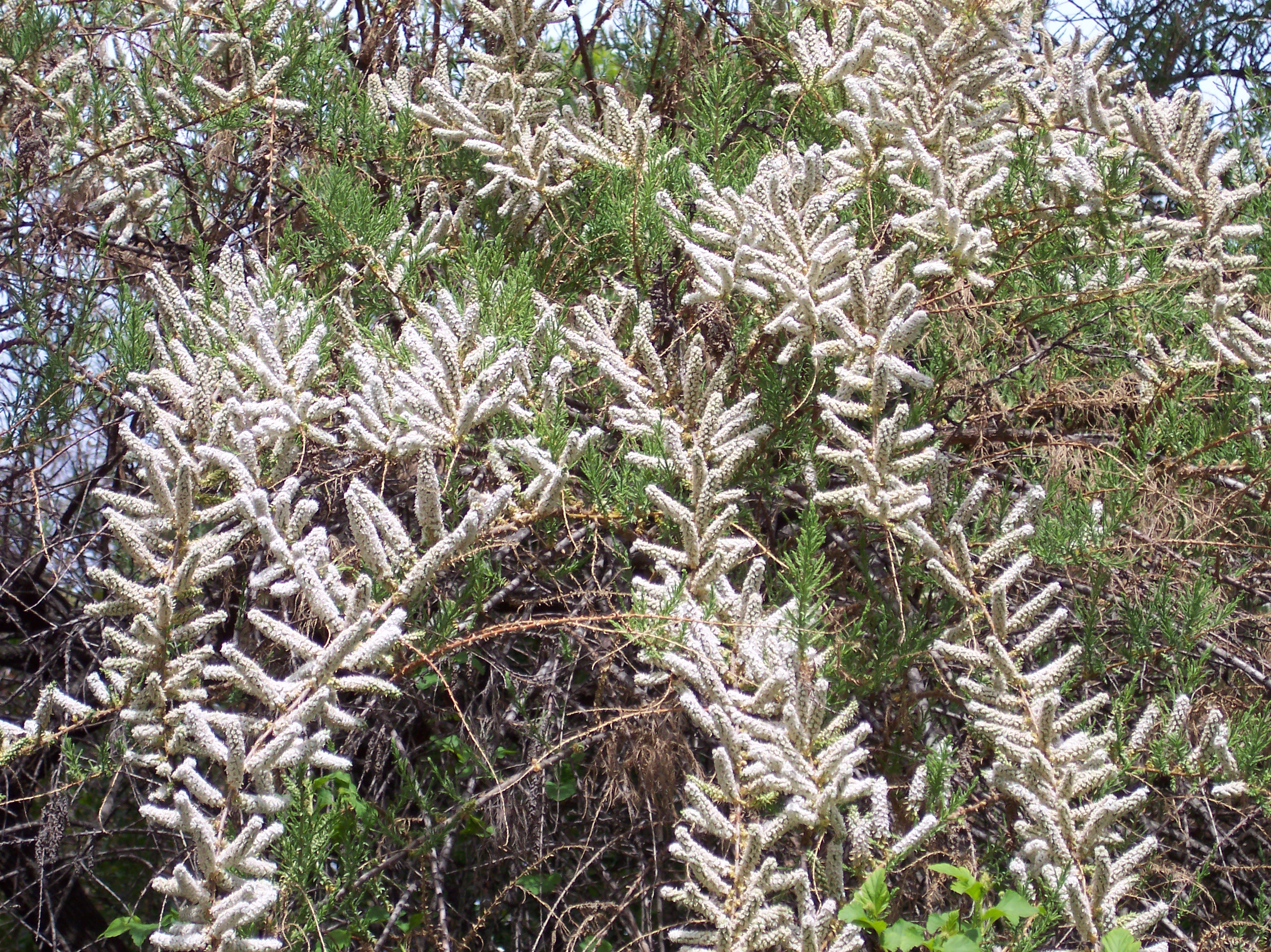
Tamarix boveana

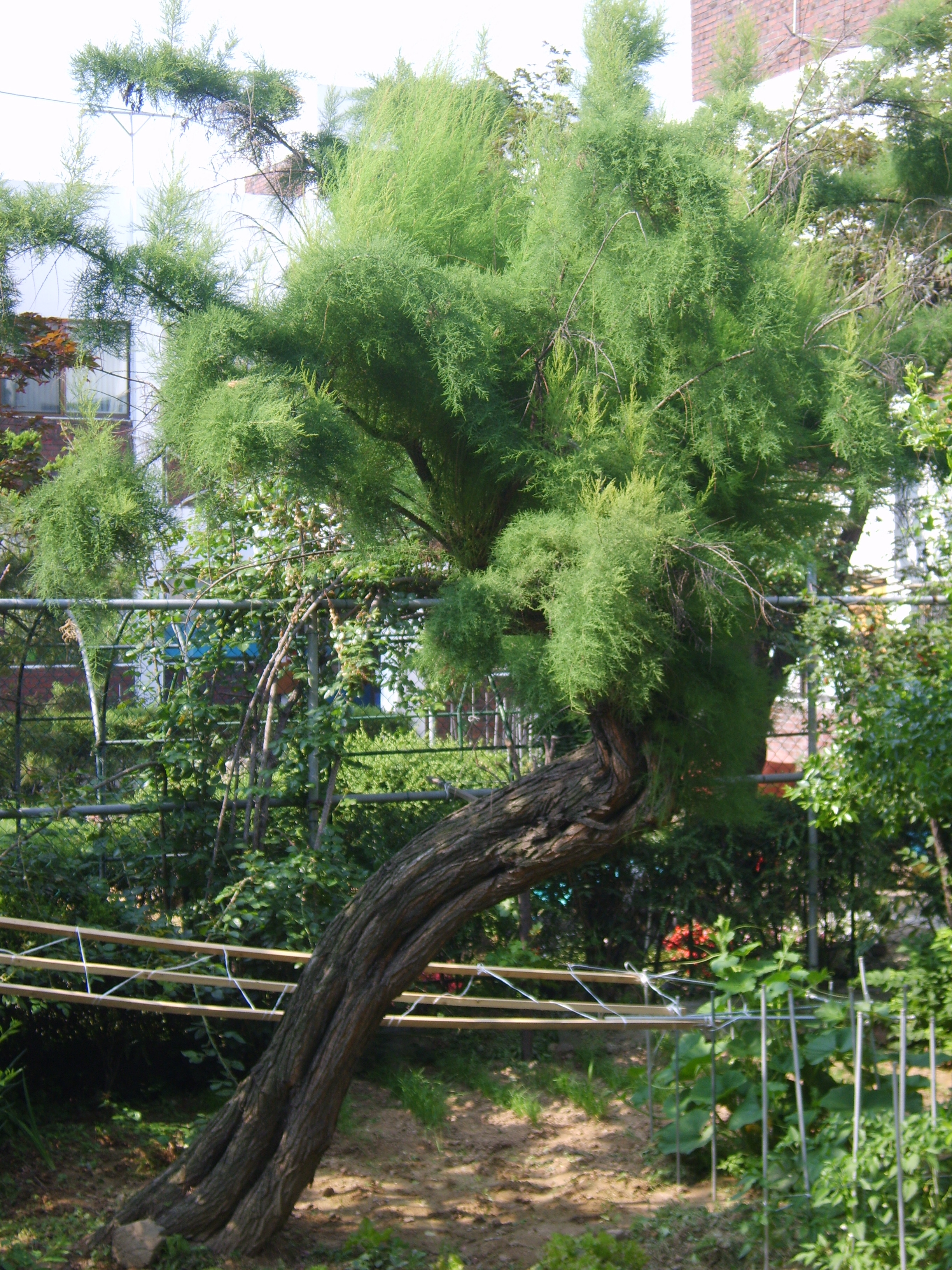
Tamarix chinensis

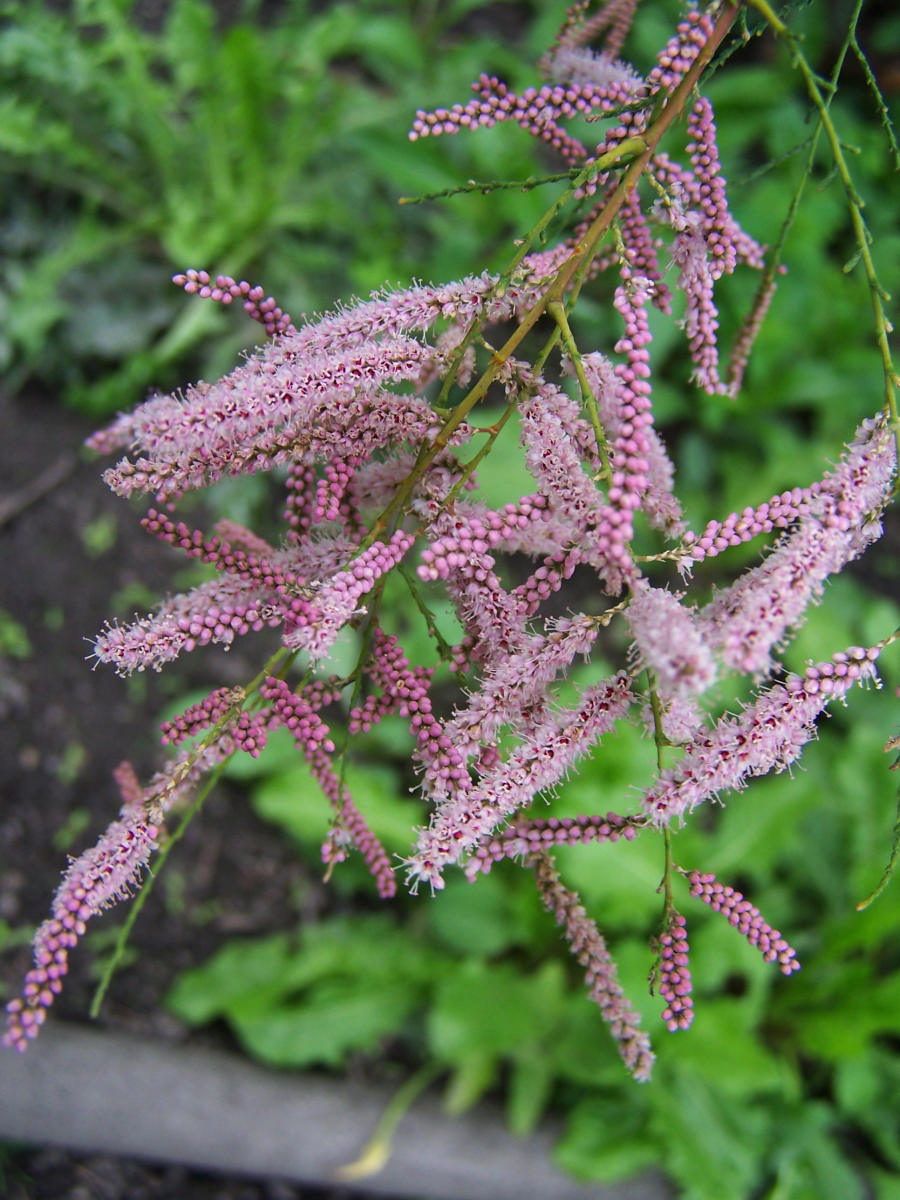
Heidetamariske (Tamarix ramosissima)

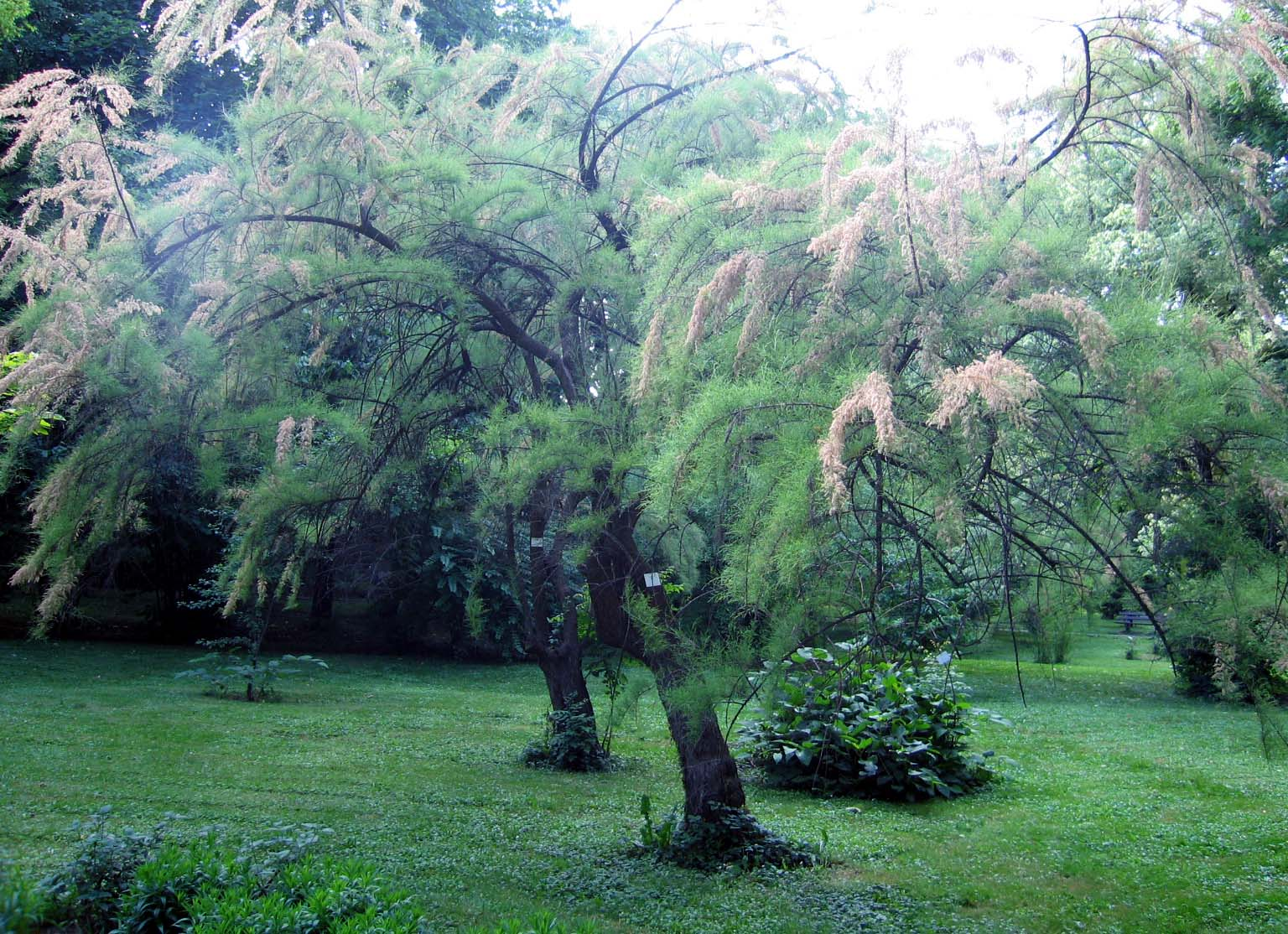
Viermännige Tamariske (Tamarix tetrandra)

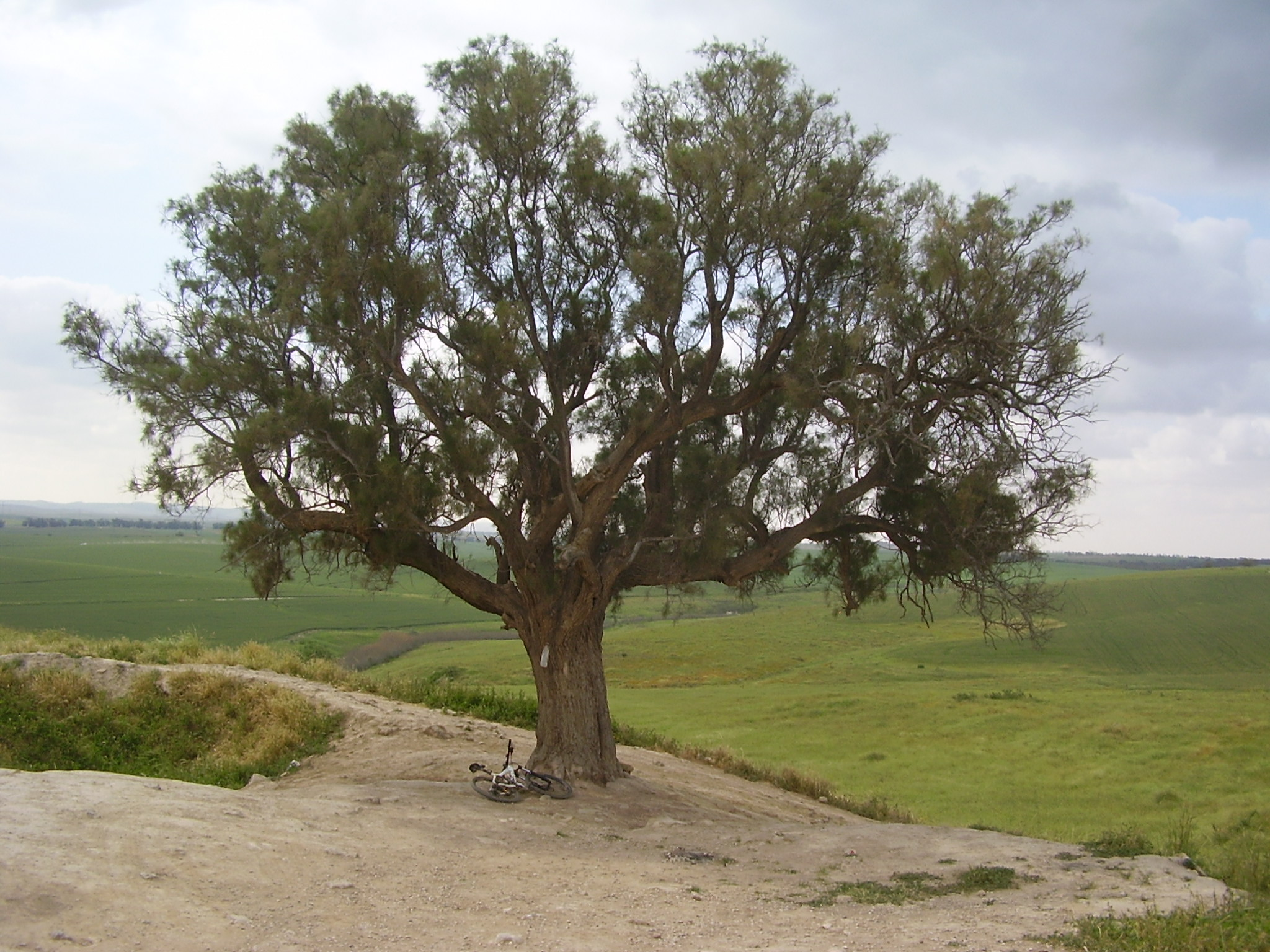
Tamariske an der archäologischen Ausgrabungsstätte Tel Nagila, in der Nähe von Kirjat Gat, Israel

## Systematik
Die Gattung Tamarix (lateinisch früher auch Tamariscus) wurde 1753 durch Carl von Linné in Species Plantarum veröffentlicht. Ein Synonym für Tamarix L. ist Trichaurus Arn.
In der Gattung Tamarisken (Tamarix) gibt es 55 bis 90 Arten (Auswahl):
- Sommer-Tamariske oder Afrikanische Tamariske (Tamarix africana Poir.): Sie ist in Südeuropa (Spanien, Portugal, Frankreich, Italien), Nordafrika (Marokko, Algerien, Tunesien) und auf den Kanaren beheimatet.
- Tamarix alii Qaiser: Sie kommt nur in der pakistanischen Provinz Sindh vor.
- Tamarix androssowii Litw.: Sie ist in China, in der Mongolei und in Zentralasien verbreitet.
- Blattlose Tamariske (Tamarix aphylla (L.) H.Karst., Syn.: Tamarix articulata Vahl, Thuja aphylla L.): Sie ist in Afrika, in Westasien, in Arabien und Südasien verbreitet.
- Tamarix arceuthoides Bunge: Sie ist in West- und Zentralasien, und in der Wüste Gobi in den chinesischen Provinzen Gansu und Xinjiang und in der Mongolei verbreitet.
- Tamarix austromongolica Nakai: Sie kommt in China vor.
- Tamarix baluchistanica Qaiser: Sie kommt nur in der Nähe der pakistanischen Stadt Quetta vor.
- Tamarix boveana Bunge: Sie kommt auf den Kanaren, in Marokko, Algerien, Spanien, auf den Balearen, in Tunesien und in Libyen vor.[9]
- Kanarische Tamariske (Tamarix canariensis Willd.): Sie kommt auf den Kanarischen Inseln vor.[9]
- Tamarix chinensis Lour. (Syn.: Tamarix juniperina Bunge): Sie ist in China und Korea beheimatet.
- Dalmatinische Tamariske (Tamarix dalmatica B.R. Baum): Sie kommt in Italien, Sizilien, Sardinien, Korsika, Kroatien und auf der Balkanhalbinsel vor.[9]
- Tamarix dioica Roxb. ex Roth: Sie ist Afghanistan, Iran, Indien, Pakistan, Nepal, Bhutan, Bangladesch und Myanmar verbreitet.
- Tamarix elongata Ledeb.: Sie ist in China, in Kasachstan, der Mongolei, Russland, Turkmenistan und Usbekistan verbreitet.
- Tamarix ericoides Rottl. et Willd.: Sie ist in Indien, Pakistan, Sri Lanka und Bangladesch verbreitet.
- Französische Tamariske (Tamarix gallica L.): Ihre Heimat ist Frankreich, Italien und Spanien, sie ist aber in Großbritannien und in den USA eingebürgert.
- Tamarix gansuensis H.Z.Zhang ex P.Y.Zhang & M.T.Liu: Sie kommt nur in den chinesischen Provinzen Gansu, Nei Mongol, Qinghai sowie Xinjiang vor
- Tamarix gracilis Willd.: Sie ist in Asien und im europäischen Teil Russlands beheimatet.
- Tamarix hispida Willd.: Sie ist in Asien und im europäischen Teil Russlands beheimatet; es gibt mehrere Varietäten:
  - Tamarix hispida Willd. var. hispida
  - Tamarix hispida var. karelinii (Bunge) B.R. Baum (Syn.: Tamarix karelinii Bunge): Sie kommt in Asien vor.
- Tamarix indica Willd.: Sie kommt in Afghanistan, Pakistan, Indien, Sri Lanka und Bangladesch vor.
- Tamarix jintaensis P.Y.Zhang & M.T.Liu: Sie kommt nur in der chinesischen Provinz Gansu vor.
- Tamarix jordanis Boiss.: Sie kommt in Syrien, im Libanon, in Israel und in Jordanien vor.
- Tamarix kermanensis Baum: Sie kommt nur im Südwest-Iran und in Pakistan vor.
- Tamarix korolkowii Regel & Schmalh.: Sie ist in Asien (Irak, Iran, Afghanistan, Pakistan, Kasachstan, Usbekistan und Tadschikistan) verbreitet.
- Tamarix kotschyi Bunge: Sie kommt in Afghanistan, Pakistan, im Iran und in Russland vor.
- Tamarix laxa Willd. (Syn.: Tamarix pallasii Desv.): Sie ist in Asien und im europäischen Teil Russlands beheimatet.
- Tamarix leptostachya Bunge: Sie ist in China der Mongolei und in Zentralasien verbreitet.
- Tamarix mascatensis Bunge: Sie kommt in Arabien, Somalia, auf Sokotra, im Iran, Pakistan und im Kaukasus vor.
- Manna-Tamariske (Tamarix nilotica (Ehrenb.) Bunge, Syn.: Tamarix mannifera (Ehrenb.) Bunge): Sie ist in Afrika, in Arabien und Westasien verbreitet.
- Tamarix pakistanica Qaiser; sie ist in Pakistan beheimatet.
- Tamarix palaestina Bertol.: Sie ist in Israel und in Jordanien beheimatet.
- Kleinblütige Tamariske oder Frühlings-Tamariske (Tamarix parviflora DC.): Sie ist in Südosteuropa, in der Türkei und in Israel beheimatet.
- Tamarix passerinoides Del. ex Desv.
- Tamarix ramosissima, auch Kaspische Tamariske, Heidetamariske oder Erikastrauch genannt (Ledeb., Syn.: Tamarix pentandra Pall., Tamarix pallasii var. brachystachys Bunge, Tamarix odessana Steven ex Bunge): Sie ist in Osteuropa und in Asien verbreitet.
- Tamarix sachensis P.Y.Zhang & M.T.Liu: Sie kommt auf Sanddünen in Xinjiang vor.[7]
- Tamarix salina Dyer: Sie ist in Pakistan beheimatet.
- Tamarix sarenensis Qaiser: Sie ist in Pakistan beheimatet.
- Tamarix smyrnensis Bunge (Syn.: Tamarix hohenackeri Bunge): Sie kommt in Ost- und Südosteuropa sowie in West- und Mittelasien vor.
- Tamarix stricta Boiss.: Sie ist im Iran und in der pakistanischen Provinz Belutschistan beheimatet.
- Tamarix sultanii Qaiser: Sie kommt nur in der pakistanischen Provinz Sindh vor.
- Tamarix szovitsiana Bunge: Sie kommt im Iran, in Pakistan und in Russland vor.
- Tamarix taklamakanensis M.T.Liu: Sie kommt in Gansu und Xinjiang vor.[7]
- Tamarix tarimensis P.Y.Zhang & M.T.Liu: Sie kommt nur im chinesischen Xinjiang vor.
- Tamarix tetragyna Ehrenb.: Sie ist in Ägypten, in Westasien sowie in Zypern beheimatet und kommt in den Varietäten vor:
  - Tamarix tetragyna Ehrenb. var. tetragyna
  - Tamarix tetragyna var. meyeri (Boiss.) Boiss. (Syn.: Tamarix meyeri Boiss.): Sie kommt in West- und Mittelasien vor.
- Viermännige Tamariske (Tamarix tetrandra Pall. ex M.Bieb.): Sie ist in Ost- und Südosteuropa sowie in Westasien verbreitet.

## Kulturgeschichte
In den sumerischen Palastgärten wuchsen Dattelpalmen und Tamarisken, in deren Schatten Festmähler stattfanden.
Der „Tamariskenbaum“ wird in der Bibel an mehreren Stellen (1.Mose 21,33, 1.Sam 22,6, 1.Sam 31,13) erwähnt.
In Ägypten glaubte man, dass sich die Seele von Osiris in einer Tamariske aufhielt, und Tamarisken umgaben oft Gräber.
Im Koran werden Tamarisken im Zusammenhang mit den Sabäern in Sure 34, 16 genannt.